# Wait Until Tomorrow
Pistes de Axis: Bold as Love
Spanish Castle Magic
(3) Ain't No Telling
(5)
Wait Until Tomorrow est une chanson du Jimi Hendrix Experience parue fin 1967 dans l'album Axis: Bold as Love.
Ecrite par Jimi Hendrix, la chanson décrit l'histoire d'un homme s'adressant à son amour avec qui il envisage de quitter la maison, pour être abattu par son père.
Bien qu'elle ne connaisse pas de sortie en single, Wait Until Tomorrow a été reconnu comme l'un des temps forts de l'album,.
Elle a connu plusieurs reprises dont celle des brésiliens Gilberto Gil et Caetano Veloso en 1994 mise au rythme brésilien ou encore le chanteur de blues rock John Mayer régulièrement en concert, notamment au sein de son trio en 2005 parue dans l'album live Try! ou en solo en 2008.

## Contexte
« Wait Until Tomorrow » a été l'une des premières « chansons de situation » écrites par Hendrix et serait influencée par des artistes soul tels que les Isley Brothers (avec qui Hendrix a joué avant de former l'Experience) et stylistiquement similaire au jeu du guitariste Steve Cropper. Traitant du rapport "garçon-fille", "Wait Until Tomorrow" était l'une des dernières chansons enregistrées pour l'album le 26 octobre 1967, avant que l'album ne soit terminé avec l'enregistrement de la chanson titre "Bold as Love" trois jours plus tard. Dans une critique d'AllMusic, Matthew Greenwald a décrit la progression et le style de la chanson :

« Un excellent duo basse-guitare est le riff de base, et, comme d'habitude, Hendrix construit à partir de là des crescendos doux et divertissants. Au niveau des paroles, la chanson trouve Hendrix en train d'écrire une chanson de situation, créant des personnages à la première personne. C'était l'une de ses premières tentatives, et c'est amusant de l'écouter étendre ses capacités d'écriture. »

## Réception
Les critiques d'Axis: Bold as Love ont généralement mentionné "Wait Until Tomorrow" sous un jour positif. Matthew Greenwald d'allmusic identifie la "chanson ludique" comme "l'un des points forts discrets" de l'album, tandis que Parke Puterbaugh de Rolling Stone la décrit comme "une chanson tendue, funky, qui aurait pu être un tube". Dans sa critique de l'album pour la BBC, Chris Jones a résumé Wait Until Tomorrow comme "un petit conte ironique et funky", tandis que le critique de Sputnikmusic "Broken Arrow" commente :

« L'intro est légère et rapide, [avec une] partie de guitare et une vraie basse [ligne] lourde qui ne consiste qu'en une note mais qui ajoute vraiment à l'intro. Au fur et à mesure que la voix de Jimi [Hendrix] et la batterie de Mitch [Mitchell] entrent en scène, le groupe entre dans le groove. Après une bonne partie de guitare qui ressemble à l'intro, le refrain extrêmement accrocheur est accompagné de jolis harmonies vocales. Le thème d'introduction est répété plusieurs fois dans la chanson avant chaque couplet. Mitch joue de très belles parties de batterie dans cette chanson et garde un rythme solide tout au long. »